# Distorted Humor
Distorted Humor, född 19 mars 1993 i Kentucky, är ett engelskt fullblod. Efter tävlingskarriären har han varit väldigt framgångsrik som avelshingst.

## Bakgrund
Distorted Humor var en fuxhingst efter Forty Niner och under Danzig's Beauty (efter Danzig). Han föddes upp av Nuckols Farm, Inc., och ägdes av Russell L. Reineman Stable & Prestonwood Farm. Han tränades inledningsvis av Phil Gleaves och senare av W. Elliott Walden.

## Karriär
Distorted Humor tävlade mellan 1996 och 1998 och sprang in 769 964 dollar på 23 starter, varav 8 segrar, 5 andraplatser och 3 tredjeplatser. Han tog karriärens största segrar i Amsterdam Stakes (1996), Salvator Mile Handicap (1997), Commonwealth Breeders' Cup Stakes (1998), Churchill Downs Stakes (1998) och Ack Ack Handicap (1998).

### Som avelshingst
Från och med 1999 stod Distorted Humor uppstallad som avelshingst två gånger i Victoria, Australien (på Grand Lodge Stud i Avenel). Han blev far till två australiska kullar. I dessa kullar var 93 föl tävlingshästar, varav 74 var vinnare. Hans avkommor inkluderar Rinky Dink: vinnare av South Australian Oaks och Tasmanian Oaks, Distorted Halo: vinnare av Moonee Valley och Mercedes-Benz Hong Kong Derby Trial, och Tirade: vinnare av Caulfield Guineas Prelude och trea i VRC Ascot Vale Stakes.
Distorted Humor skickades tillbaka till USA 2000, där han fortsatte att vara framgångsrik som avelshingst. Han blev USA:s ledande förstaårshingst 2002. 2003 segrade hans avkomma Funny Cide i två av de tre Triple Crown-löpen, och hans avkomma Awesome Humor segrade i grupp 1-löp.
Distorted Humor står 2022 uppstallad som avelshingst på WinStar Farm i Versailles, Kentucky.